# Lectio difficilior potior
Lectio difficilior potior est une formule latine signifiant « (de deux leçons) la plus difficile est la meilleure » (c'est-à-dire « préférable »). Leçon, dans cet emploi, désigne l'interprétation des caractères formant le mot qui se lit dans la source examinée (lectio est le substantif correspondant au verbe legere « lire »). Si d'autres sources du même écrit offrent des leçons différentes, on parle de variantes (entre lesquelles l'éditeur du texte devra choisir).
Elle est employée en philologie dans la critique des textes, l'étape préalable à leur établissement. Quand différentes sources (généralement manuscrites) divergent pour un passage donné, on considère que l'expression d'interprétation la moins aisée (par exemple un terme rare, une construction insolite, etc.) est celle qui  a toutes les chances d'avoir été employée par l'auteur du texte, autrement dit d'être authentique. En effet, on a constaté dès l'Antiquité que les scribes et les copistes avaient tendance à remplacer (consciemment ou inconsciemment) par des mots ou des tours plus intelligibles (parce que plus courants) – c'est ce qu'on appelle la lectio facilior – ceux qu'ils ne connaissaient ou ne comprenaient pas : on parle de banalisation.
Comme des textes sont transcrits ou copiés tous les jours, ce principe reste valable aujourd'hui.
Il s'applique en exégèse biblique lorsqu'il s'agit de comparer les variantes d'une même œuvre, par exemple les variantes textuelles du Nouveau Testament. 
Une formule synonyme existe en exégèse, créée par Johann Albrecht Bengel : Proclivi praestat ardua (« La [leçon] difficile l'emporte sur la facile »).
Ce principe est parallèle à celui de Lectio brevior potior (« La leçon la plus courte est la meilleure »). L'un et l'autre constituent les deux règles de base de la critique textuelle du Nouveau Testament.